# Oscar for bedste makeup
Opretter Oscar for bedste makeup eller Academy Award for Best Makeup and Hairstyling er en filmpris der uddeles årligt af Academy of Motion Picture Arts and Sciences. Prisen blev uddelt for første gang i 1982, da der blev klaget over at Elefantmanden ikke modtog en æresoscar for makeup-arbejdet, som hidtil var den eneste måde hvorpå makeup-artister kunne modtage en oscar for deres arbejde. Siden 1991 har hårstylister også kunne blive noteret, hvis deres arbejde har bidraget væsentligt effektivt til en karakters udseende.

## Vindere og nominerede

### 1960'erne
Disse to vindere er æresoscar-priser.
| År                 | Film              | Makeup-artist(er) |
| ------------------ | ----------------- | ----------------- |
| 1964 (37.)         |                   |                   |
| 7 Faces of Dr. Lao | William J. Tuttle |                   |
| 1968 (41.)         |                   |                   |
| Abernes planet     | John Chambers     |                   |

### 1980'erne
| År                                               | Film                                         | Makeup-artist(er) |
| ------------------------------------------------ | -------------------------------------------- | ----------------- |
| 1981 (54.)                                       |                                              |                   |
| En amerikansk varulv i London                    | Rick Baker                                   |                   |
| Heartbeeps                                       | Stan Winston                                 |                   |
| 1982 (55.)                                       |                                              |                   |
| Kampen om ilden                                  | Sarah Monzani og Michèle Burke               |                   |
| Gandhi                                           | Tom Smith                                    |                   |
| 1983 (56.)                                       |                                              |                   |
| Ingen pris uddelt                                |                                              |                   |
| 1984 (57.)                                       |                                              |                   |
| Amadeus                                          | Paul LeBlanc og Dick Smith                   |                   |
| Greystoke - beretningen om Tarzan, abernes konge | Rick Baker og Paul Engelen                   |                   |
| 2010                                             | Michael Westmore                             |                   |
| 1985 (58.)                                       |                                              |                   |
| Mask                                             | Michael Westmore og Zoltan Elek              |                   |
| Farven lilla                                     | Ken Chase                                    |                   |
| Remo - ubevæbnet og farlig                       | Carl Fullerton                               |                   |
| 1986 (59.)                                       |                                              |                   |
| Fluen                                            | Chris Walas og Stephan Dupuis                |                   |
| Hulebjørnens klan                                | Michael Westmore og Michèle Burke            |                   |
| Legend                                           | Rob Bottin og Peter Robb-King                |                   |
| 1987 (60.)                                       |                                              |                   |
| Bigfoot og familien Henderson                    | Rick Baker                                   |                   |
| Happy New Year                                   | Bob Laden                                    |                   |
| 1988 (61.)                                       |                                              |                   |
| Beetlejuice                                      | Ve Neill, Steve La Porte og Robert Short     |                   |
| Coming to America                                | Rick Baker                                   |                   |
| Scrooged                                         | Thomas R. Burman og Bari Dreiband-Burman     |                   |
| 1989 (62.)                                       |                                              |                   |
| Driving Miss Daisy                               | Manlio Rocchetti, Lynn Barber og Kevin Haney |                   |
| Verdens største løgnhals                         | Maggie Weston og Fabrizio Sforza             |                   |
| Min far                                          | Dick Smith, Ken Diaz og Greg Nelson          |                   |

### 1990'erne
| År                                     | Film                                                   | Makeup-artist(er) |
| -------------------------------------- | ------------------------------------------------------ | ----------------- |
| 1990 (63.)                             |                                                        |                   |
| Dick Tracy                             | John Caglione Jr. og Doug Drexler                      |                   |
| Cyrano de Bergerac                     | Michèle Burke og Jean-Pierre Eychenne                  |                   |
| Edward saksehånd                       | Ve Neill og Stan Winston                               |                   |
| 1991 (64.)                             |                                                        |                   |
| Terminator 2: Dommedag                 | Stan Winston og Jeff Dawn                              |                   |
| Hook                                   | Christina Smith, Monty Westmore og Greg Cannom         |                   |
| Star Trek VI: The Undiscovered Country | Michael Mills, Edward French og Richard Snell          |                   |
| 1992 (65.)                             |                                                        |                   |
| Bram Stoker's Dracula                  | Greg Cannom, Michèle Burke og Matthew W. Mungle        |                   |
| Batman Returns                         | Ve Neill, Ronnie Specter og Stan Winston               |                   |
| Hoffa                                  | Ve Neill, Greg Cannom og John Blake                    |                   |
| 1993 (66.)                             |                                                        |                   |
| Mrs. Doubtfire                         | Greg Cannom, Ve Neill og Yolanda Toussieng             |                   |
| Philadelphia                           | Carl Fullerton og Alan D'Angerio                       |                   |
| Schindlers liste                       | Christina Smith, Matthew Mungle og Judy Alexander Cory |                   |
| 1994 (67.)                             |                                                        |                   |
| Ed Wood                                | Rick Baker, Ve Neill og Yolanda Toussieng              |                   |
| Forrest Gump                           | Daniel C. Striepeke, Hallie D'Amore og Judith A. Cory  |                   |
| Mary Shelley's Frankenstein            | Daniel Parker, Paul Engelen og Carol Hemming           |                   |
| 1995 (68.)                             |                                                        |                   |
| Braveheart                             | Peter Frampton, Paul Pattison og Lois Burwell          |                   |
| My Family                              | Ken Diaz og Mark Sanchez                               |                   |
| Roommates                              | Greg Cannom, Bob Laden og Colleen Callaghan            |                   |
| 1996 (69.)                             |                                                        |                   |
| The Nutty Professor                    | Rick Baker og David LeRoy Anderson                     |                   |
| Ghosts of Mississippi                  | Matthew W. Mungle og Deborah La Mia Denaver            |                   |
| Star Trek: First Contact               | Michael Westmore, Scott Wheeler og Jake Garber         |                   |
| 1997 (70.)                             |                                                        |                   |
| Men in Black                           | Rick Baker og David LeRoy Anderson                     |                   |
| Hendes Majestæt Mrs. Brown             | Lisa Westcott, Veronica Brebner og Beverley Binda      |                   |
| Titanic                                | Tina Earnshaw, Greg Cannom og Simon Thompson           |                   |
| 1998 (71.)                             |                                                        |                   |
| Elizabeth                              | Jenny Shircore                                         |                   |
| Saving Private Ryan                    | Lois Burwell, Conor O'Sullivan og Daniel C. Striepeke  |                   |
| Shakespeare in Love                    | Lisa Westcott og Veronica Brebner                      |                   |
| 1999 (72.)                             |                                                        |                   |
| Topsy-Turvy                            | Christine Blundell og Trefor Proud                     |                   |
| Austin Powers: The Spy Who Shagged Me  | Michèle Burke og Mike Smithson                         |                   |
| Robotmennesket                         | Greg Cannom                                            |                   |
| Life                                   | Rick Baker                                             |                   |

### 2000'erne
| År                                              | Film                                      | Makeup-artist(er) |
| ----------------------------------------------- | ----------------------------------------- | ----------------- |
| 2000 (73.)                                      |                                           |                   |
| Grinchen - Julen er stjålet                     | Rick Baker og Gail Ryan                   |                   |
| The Cell                                        | Michèle Burke og Edouard F. Henriques     |                   |
| Shadow of the Vampire                           | Ann Buchanan og Amber Sibley              |                   |
| 2001 (74.)                                      |                                           |                   |
| Ringenes Herre - Eventyret om Ringen            | Peter Owen og Richard Taylor              |                   |
| Et smukt sind                                   | Greg Cannom og Colleen Callaghan          |                   |
| Moulin Rouge!                                   | Maurizio Silvi og Aldo Signoretti         |                   |
| 2002 (75.)                                      |                                           |                   |
| Frida                                           | John E. Jackson og Beatrice De Alba       |                   |
| The Time Machine                                | John M. Elliott Jr. og Barbara Lorenz     |                   |
| 2003 (76.)                                      |                                           |                   |
| Ringenes Herre - Kongen vender tilbage          | Richard Taylor og Peter King              |                   |
| Master and Commander: Til verdens ende          | Edouard F. Henriques og Yolanda Toussieng |                   |
| Pirates of the Caribbean: Den sorte forbandelse | Ve Neill og Martin Samuel                 |                   |
| 2004 (77.)                                      |                                           |                   |
| Lemony Snickets Én ulykke kommer sjældent alene | Valli O'Reilly og Bill Corso              |                   |
| The Passion of the Christ                       | Keith VanderLaan og Christien Tinsley     |                   |
| Mit indre hav                                   | Jo Allen og Manuel García                 |                   |
| 2005 (78.)                                      |                                           |                   |
| Narnia: Løven, heksen og garderobeskabet        | Howard Berger og Tami Lane                |                   |
| Cinderella Man                                  | David Leroy Anderson og Lance Anderson    |                   |
| Star Wars: Episode III - Sith-fyrsternes hævn   | Dave Elsey og Nikki Gooley                |                   |
| 2006 (79.)                                      |                                           |                   |
| Pans labyrint                                   | David Martí og Montse Ribé                |                   |
| Apocalypto                                      | Aldo Signoretti og Vittorio Sodano        |                   |
| Click                                           | Kazuhiro Tsuji og Bill Corso              |                   |
| 2007 (80.)                                      |                                           |                   |
| Spurven                                         | Didier Lavergne og Jan Archibald          |                   |
| Norbit                                          | Rick Baker og Kazuhiro Tsuji              |                   |
| Pirates of the Caribbean: Ved verdens ende      | Ve Neill og Martin Samuel                 |                   |
| 2008 (81.)                                      |                                           |                   |
| Benjamin Buttons forunderlige liv               | Greg Cannom                               |                   |
| The Dark Knight                                 | John Caglione Jr. og Conor O'Sullivan     |                   |
| Hellboy II: The Golden Army                     | Mike Elizalde og Thom Floutz              |                   |
| 2009 (82.)                                      |                                           |                   |
| Star Trek                                       | Barney Burman, Mindy Hall og Joel Harlow  |                   |
| Il Divo                                         | Aldo Signoretti og Vittorio Sodano        |                   |
| The Young Victoria                              | Jon Henry Gordon og Jenny Shircore        |                   |

### 2010'erne
| År                                                       | Film                                                           | Makeup-artist(er)                                |
| -------------------------------------------------------- | -------------------------------------------------------------- | ------------------------------------------------ |
| 2010 (83.)                                               |                                                                |                                                  |
| The Wolfman                                              | Rick Baker og Dave Elsey                                       |                                                  |
| Barney's Version                                         | Adrien Morot                                                   |                                                  |
| The Way Back                                             | Gregory Funk, Edouard F. Henriques og Yolanda Toussieng        |                                                  |
| 2011 (84.)                                               |                                                                |                                                  |
| Jernladyen                                               | Mark Coulier og J. Roy Helland                                 |                                                  |
| Albert Nobbs                                             | Martial Corneville, Lynn Johnson og Matthew W. Mungle          |                                                  |
| Harry Potter og dødsregalierne - del 2                   | Nick Dudman, Amanda Knight og Lisa Tomblin                     |                                                  |
| 2012 (85.)                                               |                                                                |                                                  |
| Les Misérables                                           | Lisa Westcott og Julie Dartnell                                |                                                  |
| Hitchcock                                                | Howard Berger, Peter Montagna og Martin Samuel                 |                                                  |
| Hobbitten: En uventet rejse                              | Peter Swords King, Rick Findlater og Tami Lane                 |                                                  |
| 2013 (86.)                                               |                                                                |                                                  |
| Dallas Buyers Club                                       | Adruitha Lee og Robin Mathews                                  |                                                  |
| Jackass Presents: Bad Grandpa                            | Stephen Prouty                                                 |                                                  |
| The Lone Ranger                                          | Joel Harlow og Gloria Pasqua-Casny                             |                                                  |
| 2014 (87.)                                               |                                                                |                                                  |
| The Grand Budapest Hotel                                 | Frances Hannon og Mark Coulier                                 |                                                  |
| Foxcatcher                                               | Bill Corso og Dennis Liddiard                                  |                                                  |
| Guardians of the Galaxy                                  | Elizabeth Yianni-Georgiou og David White                       |                                                  |
| 2015 (88.)                                               |                                                                |                                                  |
| Mad Max: Fury Road                                       | Damian Martin, Lesley Vanderwalt og Elka Wardega               |                                                  |
| Den hundredårige der kravlede ud ad vinduet og forsvandt | Love Larson og Eva von Bahr                                    |                                                  |
| The Revenant                                             | Siân Grigg, Duncan Jarman og Robert Pandini                    |                                                  |
| 2016 (89.)                                               |                                                                |                                                  |
| Suicide Squad                                            | Alessandro Bertolazzi, Giorgio Gregorini og Christopher Nelson |                                                  |
| En mand der hedder Ove                                   | Love Larson og Eva von Bahr                                    |                                                  |
| Star Trek Beyond                                         | Joel Harlow og Richard Alonzo                                  |                                                  |
| 2017 (90.)                                               | Darkest Hour                                                   | Kazuhiro Tsuji, David Malinowski og Lucy Sibbick |
| 2017 (90.)                                               | Victoria & Adbul                                               | Daniel Phillips og Lou Sheppard                  |
| 2017 (90.)                                               | Wonder                                                         | Arjen Tuiten                                     |
| 2018 (91.)                                               | Vice                                                           | Greg Cannom, Kate Biscoe og Patricia Dehaney     |
| 2018 (91.)                                               | Border                                                         | Göran Lundström og Pamela Goldammer              |
| 2018 (91.)                                               | Maria Stuart, dronning af Skotland                             | Jenny Shircore, Marc Pilcher og Jessica Brooks   |
| 2019 (92.)                                               | Bombshell                                                      | Kazuhiro Tsuji, Anne Morgan og Vivian Baker      |
| 2019 (92.)                                               | Joker                                                          | Nicki Ledermann and Kay Georgiou                 |
| 2019 (92.)                                               | Judy                                                           | Jeremy Woodhead                                  |
| 2019 (92.)                                               | Maleficent: Mistress of Evil                                   | Paul Gooch, Arjen Tuiten og David White          |
| 2019 (92.)                                               | 1917                                                           | Naomi Donne, Tristan Versluis og Rebecca Cole    |